# STS-30
STS-30 was een spaceshuttlemissie die uitgevoerd werd door de Atlantis. Het hoofddoel van de missie was de sonde Magellan te lanceren.

## Bemanning
| Positie            | Gelanceerde astronaut             | Gelande astronaut                 |
| ------------------ | --------------------------------- | --------------------------------- |
| Bevelhebber        | David M. Walker 2e ruimtevlucht   | David M. Walker 2e ruimtevlucht   |
| Piloot             | Ronald J. Grabe 2e ruimtevlucht   | Ronald J. Grabe 2e ruimtevlucht   |
| Missiespecialist 1 | Norman E. Thagard 3e ruimtevlucht | Norman E. Thagard 3e ruimtevlucht |
| Missiespecialist 2 | Mary L. Cleave 2e ruimtevlucht    | Mary L. Cleave 2e ruimtevlucht    |
| Missiespecialist 3 | Mark C. Lee 1e ruimtevlucht       | Mark C. Lee 1e ruimtevlucht       |

## Missie parameters
- Massa
  - Shuttle bij lancering: 118.441 kg
  - Shuttle bij landing: 87.296 kg
  - Vracht: 20.833 kg
- Perigeum: 361 km
- Apogeum: 366 km
- Glooiingshoek: 28,8°
- Omlooptijd: 91,8 min.

## Verloop
STS-30 begon met de lancering op 4 mei, nadat de eerste lanceerpoging op 28 april was mislukt. Het belangrijkste doel was het lanceren van de Magellan, wat lukte. De Magellan had als doel om onderzoek te gaan naar Venus. Naast de lancering van de Magellan werden ook nog een paar experimenten uitgevoerd. De missie eindigde met de landing op Edwards Air Force Base op 8 mei.
STS-51-J · STS-61-B · STS-27 · STS-30 · STS-34 · STS-36 · STS-38 · STS-37 · STS-43 · STS-44 · STS-45 · STS-46 · STS-66 · STS-71 · STS-74 · STS-76 · STS-79 · STS-81 · STS-84 · STS-86 · STS-101 · STS-106 · STS-98 · STS-104 · STS-110 · STS-112 · STS-115 · STS-117 · STS-122 · STS-125 · STS-129 · STS-132 · STS-135